# Xenotrachea
Xenotrachea is een geslacht van vlinders van de familie Uilen (Noctuidae), uit de onderfamilie Hadeninae.

## Soorten
- X. albidisca Moore, 1867
- X. aurantiaca Hampson, 1894
- X. auroviridis Moore, 1867
- X. chrysochlora Hampson, 1908
- X. leucopera Hampson, 1908
- X. niphonica Kishida & Yoshimoto, 1979
- X. tsinlinga Draudt, 1950